# Time Inc.
«Тайм, інкорпорейтед» (анг. Time Inc.) — найбільший видавець журналів (понад 125 найменувань, включаючи найпопулярніші у світі) в США і Великій Британії, і третій за величиною видавець в Мексиці.
10 січня 1990 Time Inc. об'єдналася з Warner Communications і утворила Time Warner Inc.
31 січня 2018 Time Inc. придбала компанія Meredith Corporation.

## Торгові марки
| - All You - Coastal Living - Cottage Living - Cooking Light - CNNMoney.com - Entertainment Weekly - FanNation - Fortune - Fortune Small Business - Golf Magazine | - Grupo Editorial Expansión - Health - In Style - IPC Media - Money - My Home Ideas - My Recipes - People - People en Español - People StyleWatch | - Real Simple - Southern Accents - Southern Living - Sports Illustrated - Sports Illustrated Kids - Sunset - This Old House - TIME - Time for Kids - TIME Style & Design | - Business 2.0 - Life - NME - Wallpaper* - Essence |